# Rhododendron dachengense
Rhododendron dachengense är en ljungväxtart som beskrevs av G. Z. Li. Rhododendron dachengense ingår i släktet rododendron, och familjen ljungväxter. Inga underarter finns listade i Catalogue of Life.